# كانتون إيزابيلا
كانتون إيزابيلا (بالإنجليزية: Isabela Canton)‏ هو كانتون في الإكوادور، يتبع مقاطعة غالاباغوس، عاصمته بويرتو فيلاميل.